# 静岡市清水日本平運動公園球技場
静岡市清水日本平運動公園球技場（しずおかししみずにほんだいらうんどうこうえんきゅうぎじょう）は、静岡県静岡市清水区の静岡市清水日本平運動公園内にある球技専用スタジアム。施設は静岡市が所有し、静岡スポーツスクエア共同事業体（公益財団法人静岡市まちづくり公社・（株）エスパルス）が指定管理者として運営管理を行っている。
静岡市清水区に本社を置くアイエイアイが命名権を取得しており、2013年3月1日より「IAIスタジアム日本平」（アイエイアイスタジアムにほんだいら、略称「アイスタ」）の呼称を用いている（詳細は後述）。

## 歴史
1991年、清水市（現 静岡市清水区）に清水市日本平運動公園球技場（しみずし-）として開場。当初は13,000人収容でゴール裏とバックスタンドの上段部分は芝生席だった。同年、静岡県で開かれた全国高等学校総合体育大会（インターハイ）ではサッカーの試合会場として使用された。
翌1992年のナビスコカップより、エスパルスのホームスタジアムとなる。しかし、ピッチの芝生が良好な状態を保てないこと、Jリーグで定められた収容人員を満たしていないなど問題点が多かったことから、1994年6月から改修工事が行われ、1995年3月に供用を再開。またこの際、愛称「日本平スタジアム」が付与され、以後一般向けにはこの愛称が重用されるようになる。
1996年5月23日には、キリンカップサッカー・ユーゴスラビア代表-メキシコ代表戦を実施。また、2009年10月8日にAFCアジアカップ2011最終予選のサッカー日本代表対香港代表戦が開催された（観衆16,028人）。
2002年シーズン終了直後から、2003年の1stステージ終盤に掛けて、再び大掛かりな改修工事を行う。従来の冬芝主体のピッチの芝を、冬芝、夏芝混合のオーバーシーディング方式に変更した。以降2004年と2008年-2014年のJリーグアウォーズではJリーグベストピッチ賞を受賞している。
2003年4月、清水市が静岡市と新設合併し、現「静岡市」となったのに伴い、静岡市清水日本平運動公園球技場に改称。
2006年、第28節アルビレックス新潟戦より、個人サポーターからの寄贈によって、選手用のベンチがバケットシートとなる。2007年3月には、アストロビジョンがスタジアムの南東角に設置、供用開始された。
2006年から指定管理者制度が導入され、（公財）静岡市まちづくり公社が指定管理を行っていたが、2021年4月1日、隣接する庭球場と共に、指定管理者が静岡市まちづくり公社と清水エスパルスの運営会社である（株）エスパルスの共同企業体である「静岡スポーツスクエア共同事業体」に変更され、実質的にエスパルスが運営するスタジアムとなった。

## 命名権
| 命名権による呼称                 | 契約企業         | 契約料年額（万円） | 契約期間                   |
| -------------------------------- | ---------------- | ------------------ | -------------------------- |
| アウトソーシングスタジアム日本平 | アウトソーシング | 9,000              | 2009年3月1日-2013年2月28日 |
| IAIスタジアム日本平              | アイエイアイ     | 3,000              | 2013年3月1日-2018年2月28日 |
| IAIスタジアム日本平              | アイエイアイ     | 3,000              | 2018年3月1日-2023年2月28日 |
| IAIスタジアム日本平              | アイエイアイ     | 3,146（税込）      | 2023年3月1日-2028年2月29日 |

### アウトソーシングスタジアム日本平
2008年10月、静岡市とエスパルスが共同してネーミングライツ事業に取り組むこと、収入の配分割合を1:1を基本とすることなどを条件に公募をかけ、同年11月に当時静岡市駿河区に本社があった株式会社アウトソーシング（ジャスダック上場）が命名権を取得（2009年3月1日から4年間、年額9,000万円）、「アウトソーシングスタジアム日本平」（アウトソーシングスタジアムにほんだいら）の呼称を使用することとなった。
アウトソーシングは2013年2月の契約満了を以て、命名権契約を行わないことを決定。静岡市は2012年11月16日から新たな命名権者を募ったが、2013年1月10日時点で応募者は無く、命名権契約満了後の2013年3月より「静岡市清水日本平運動公園球技場」（日本平スタジアム）の名称に戻す予定と公表していた。

### IAIスタジアム日本平
2013年1月、命名権の契約条件を「契約金年間5,000万円以上」を「年間3,000万円以上」へ変更して再募集。同年2月8日、静岡市清水区に本社を置く産業用ロボットメーカーの株式会社アイエイアイが年額3,000万で取得した。命名権により「IAIスタジアム日本平」（略称：「アイスタ」）の呼称を使用している。契約期間は2013年3月1日から5年間。2018年2月27日には年額3,000万の5年契約で命名権を更新した。
アイエイアイとの命名権契約が2023年2月で満了になるのに併せて、2022年10月13日、静岡市とエスパルスは新たな命名権者の公募を行うことを発表。契約額は年間3,146万円以上（消費税込み）の3年以上とし、本社・本店所在地については静岡市内外を問わない一方で、原則として命名権名称に「日本平」を含めること、契約中に愛称を変更しないことを条件とした。その後2022年12月21日、ネーミングライツパートナーだったアイエイアイから応募があり、静岡市における広告審査結果及び申込内容を踏まえ、同社と3期目となるパートナーシップ契約を締結することとなった。名称は変わらず「IAIスタジアム日本平」とし、契約期間は2023年3月1日から2028年2月29日までの5年間で、契約金額は年間3,146万円（消費税及び地方消費税を含む）。

## 施設概要
収容人員20,033人（ゴール裏が二層式、バックスタンド上段にガラス張りの貴賓席がある）
メインスタンド中央部とバックスタンドの中央から左半分（西側）にかけて屋根が架設されている。なお、バックスタンド右半分（東側）は屋根が架設されていない。
飲料のカン・ビン・ペットボトルは内容量に関係なくスタジアム内へ持ち込み禁止（水筒か紙コップに移す）。
照明設備鉄塔式4基
スコアボード磁気反転式（西側サイドスタンド。4色表示）
1994年までは東側サイドスタンドに電光掲示板。1994年のスタンド増築に伴って設置場所が西側に移り、4色磁気反転型となった。下記、アストロビジョンの設置に伴い、2007年以後はアストロビジョンが使用される場合は電力確保の関係で固定されたイラストが映し出された(当初2010年ごろまでは静岡市のスポーツ振興に関する広告。2011年以後は命名権協賛スポンサーのロゴマークが表示されている)。
アストロビジョン2007年3月3日の対ヴィッセル神戸戦から、松下電器産業製の大型ビジョン「アストロビジョン」がスタジアムの南東角（メーンスタンドと東サイドスタンドの間）に設置、供用開始された。なおエスパルス公式戦開催時などのアストロビジョン使用時には、電力確保のため上記の磁気反転式の電光掲示板は使用されない。
ピッチ
ピッチの広さをサッカー以外の球技に対応させるため、サッカー開催時はゴール裏からピッチへの距離がサッカー専用スタジアムに比べてやや離れる。

## 新スタジアム構想
当スタジアムはJリーグクラブライセンス制度における施設基準のうち「スタジアムの屋根は、観客席の3分の1以上が覆われていなければならない」とする要件を満たしていない。また、鉄道駅から離れており交通の利便性も良くないといった問題を抱えていた。こうしたことを受け、清水エスパルスは日本平に替わる新たなスタジアムの整備を求め、検討委員会を立ち上げたり、静岡市に対して要望を行うなどしている。これに対し、JR東静岡駅北口の市有地の活用案もあったが、最終的に静岡市は2021年度にスタジアムに関する調査費を新規計上し検討に本格着手することとなった。
2022年には「静岡市サッカースタジアムを活かしたまちづくり検討委員会」が設置され、第3回会合では候補地として、ENEOS清水製油所跡地（JR清水駅東、清水区）、草薙総合運動場（駿河区）、西ケ谷総合運動場（葵区）、貝島スポーツ広場（清水区）、清水ナショナルトレーニングセンター（J-STEP、清水区）の5カ所と現スタジアムの改築案の6案を抽出。この中で草薙・西ケ谷・J-STEPは調整に時間がかかるとして候補から除外され、貝島スポーツ広場は他の2案に対しアクセス性やまちづくりへの寄与の面で他案に劣るとして、最終的に「ENEOS跡地での新築」か「現スタジアムの全面改築」の2案で最終検討が行われることになった。

## アクセス
- JR東海道線 清水駅西口バスターミナル2番のりば、および静岡鉄道静岡清水線 新清水駅バス停3番のりばからしずてつジャストライン「224港南線」「236市立病院線」「232山原梅蔭寺線」で「日本平運動公園入口」下車、徒歩約10分（約800m）[18]
- JR東海道線 草薙駅南口からしずてつジャストライン「260三保草薙線」で「日本平運動公園入口」下車、徒歩約10分（約800m）[18]
  - Jリーグ開催時には上記路線バスの他、しずてつジャストラインにより「JR清水駅東口発着・新清水（清水区役所第3駐車場）経由」「波止場フェルケール博物館発着・宮加三橋（みやかみばし）経由」のシャトルバスが運行され、スタジアム西サイドスタンド出入口前のシャトルバス乗り場に直行する[19]。かつては総合運動場前でもシャトルバスの乗降が出来たが、2012年をもって廃止となった。また、「JR静岡駅前17番乗り場（国道1号沿い・松坂屋前）発着」からのシャトルバスの設定もあったが、2023年をもって廃止となった。
  - 定期バスとシャトルバス（静岡系統の一部便を除く）はLuLuCa、PiTaPa及び交通系ICカード全国相互利用サービス対応のICカードが利用可能[19]。
- 東名高速道路 清水ICから国道1号バイパス経由、約15分（7.5km）[18]
- 東名高速道路 静岡ICから国道150号経由、約25分（13.5km）[18]
  - Jリーグ開催時はスタジアム周辺が一般車両進入禁止となり、スポンサーやシーズンシート購入者、事前登録済み身体障害者等以外はスタジアム内の駐車場が利用できないため、JR清水駅周辺や波止場フェルケール博物館周辺の駐車場（エスパルスドリームプラザなど）を利用してシャトルバスで来場する「パークアンドライド」を案内している[19]。
  - タクシーは試合開始時は西スタンド入り口前まで進入できるが、試合終了後は進入できないため、徒歩約10分の龍華寺付近のタクシー待機場での乗車となる。

このほか、Jリーグ開催時には県東部（三島駅・沼津駅・富士駅）及び首都圏（新宿駅西口・渋谷クロスタワー・横浜ランドマークプラザ）からクラブ公式のツアーバスが運行される。

## 施設画像

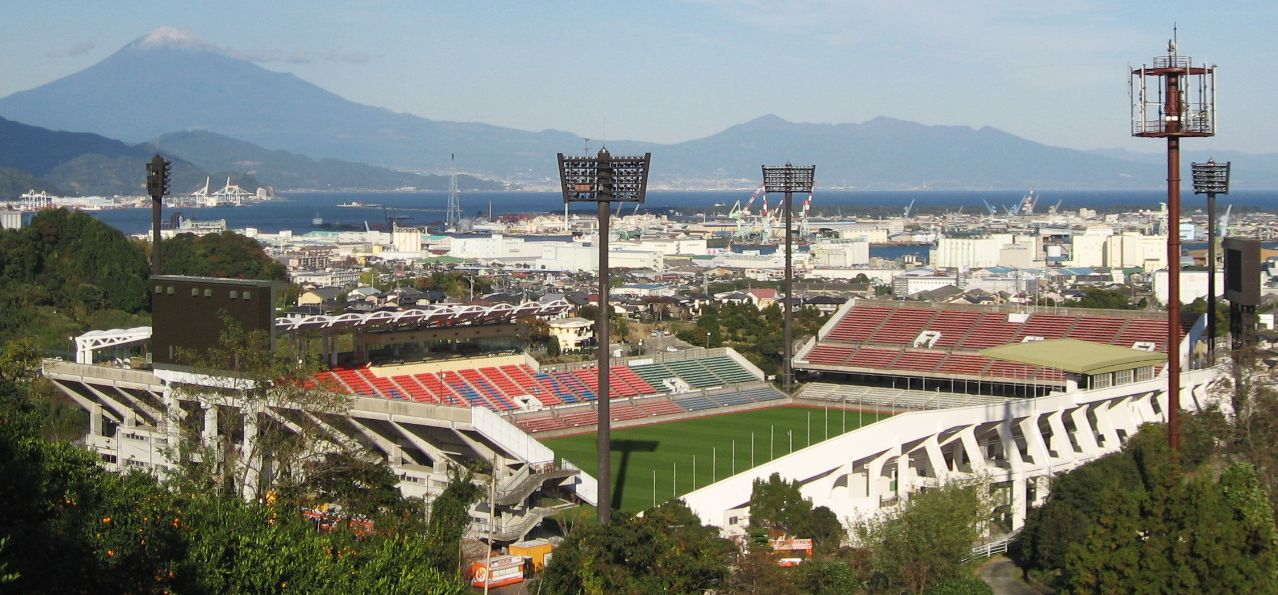
背景に富士山と駿河湾を望む （2008年撮影）
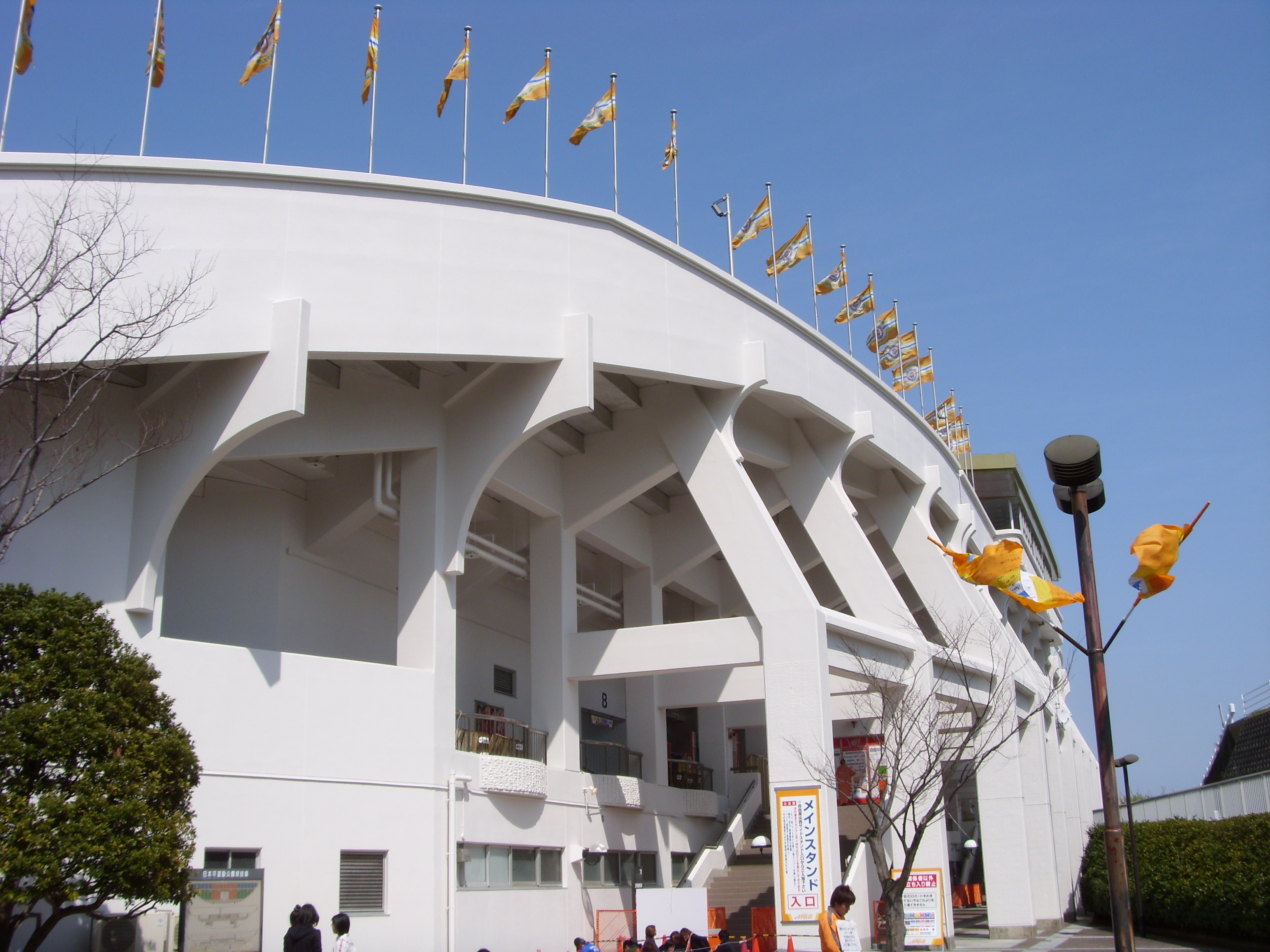
メインスタンド入口付近 （2008年撮影）
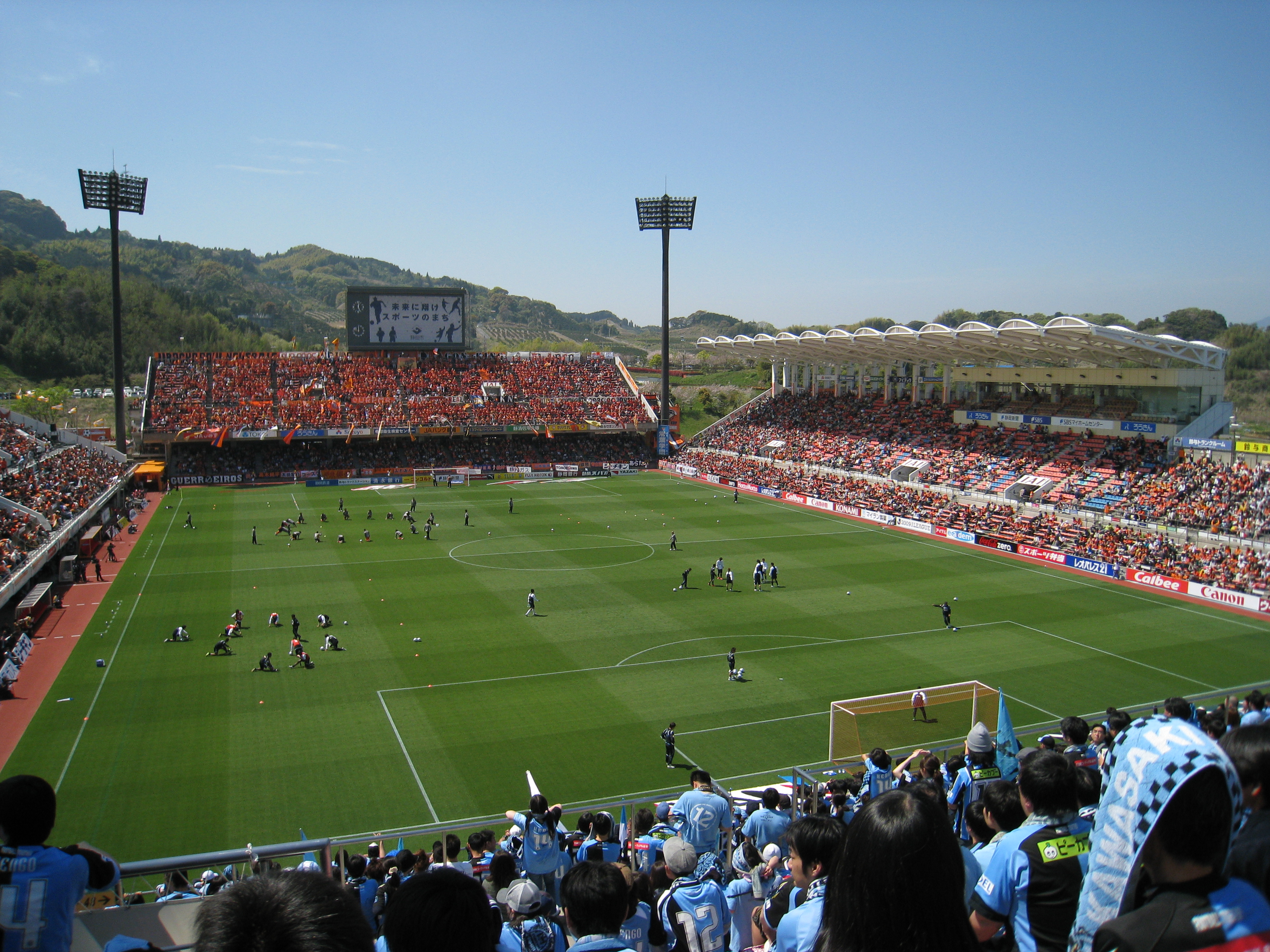
アウェイエンドからホームエンドを見る （2009年撮影）